# امیل سوراوو
امیل سوراوو (فنلاندی: Emil Soravuo؛ زادهٔ ۲۸ مارس ۱۹۹۷) ژیمناست هنری اهل فنلاند است.